# بوينغ بيه-12
بوينغ بي-12 (بالإنجليزية: Boeing P-12)‏ هي طائرة مقاتلة من صناعة بوينغ. كان أول طيران لها في 25 يونيو 1928. دخلت الخدمة في 1930، صنع منها 586 طائرة.

## المستخدمون
- بحرية الولايات المتحدة
- قوات مشاة بحرية الولايات المتحدة
- سلاح الجو الملكي التايلاندي